# Jocelyn (powieść)
Jocelyn – powieść z 1898, drugie opublikowane dzieło Johna Galsworthy'ego.
Utwór wydano pod pseudonimem John Sinjohn (dosł. John, syn Johna). Jest historią miłosnego rozdarcia pewnego żonatego mężczyzny, głównego bohatera. Jego żona jest inwalidką, a on prawdziwe zakochany jest w młodej dziewczynie o imieniu Jocelyn. Finał powieści nacechowany jest melancholijnie. Żona bohatera umiera, a on sam popada z tego powodu w głębokie poczucie winy. Zadręcza się wyrzutami sumienia. Wszystko to powoduje, że porzuca Jocelyn, nie mogąc podjąć decyzji o ponownym ożenku. 
Powieść stanowi niewielki postęp stylistyczno-warsztatowy w stosunku do pierwszego dzieła autora, wydanego nakładem własnym rok wcześniej Z czterech stron wiatru, ale nie jest utworem wybitnym. Niska jest też oryginalność Jocelyn. Zaznaczają się w powieści znaczące wpływy Gustava Flauberta oraz Guya de Maupassanta.